# Baião (Portugal)
Baião é uma vila portuguesa localizada na sub-região do Tâmega e Sousa, pertencendo à região do Norte e ao distrito do Porto.
É sede do Município de Baião que tem uma área total de 174,53 km2, 17 534 habitantes em 2021 e uma densidade populacional de 101 hab./km2, subdividido em 14 freguesias. O município é limitado a norte pelos municípios de Amarante e Santa Marta de Penaguião, a leste por  Mesão Frio, Peso da Régua, a sul por Resende e Cinfães e a oeste por Marco de Canaveses.
O município engloba 3 vilas: Baião, Ancede e Santa Marinha do Zêzere.

## História
Na passagem da Alta para a Baixa Idade Média, dá-se a formação da Terra de Baião, que era dominada por um castelo: o Castelo de Matos (de fundação Sueva), antigo Castelo de Penalva. A Terra de Baião é a origem da família nobre dos Baiões, descendentes de D. Arnaldo (trisavô de Egas Moniz, aio de D. Afonso Henriques), um guerreiro que veio combater os mouros na Península Ibérica, por volta de 985. As terras de Baião foram-lhe concedidas como prémio pela sua bravura, pelo rei de Castela. Alguns historiadores pensam que D. Arnaldo seria um guerreiro alemão que perdeu o seu ducado numa guerra; outros, que seria um cavaleiro de Bayonne, filho de um rei de Itália e neto de um rei de França, e que seria essa a origem do nome de Baião. O seu filho D. Gozende Arnaldo (ou Arnaldes) de Bayão deu o seu nome à povoação de Gozende, Gove, Baião. As armas do concelho são as mesmas da família Cabral, que aqui possuiu a Torre de Campelo, um solar-torre brasonado, fundado por Jorge Dias Cabral, irmão de Pedro Álvares Cabral. Este solar pertenceu a Alexandre Pinto de Mesquita, da Casa de Balde, (Santa Leocádia) depois vendida à família de Penaventosa. A Torre de Campelo foi expropriada e demolida em 1927 pela Câmara Municipal de Baião.
D. João I deu as terras de Baião a um parente do Condestável, D. Nuno Álvares Pereira. Tendo voltado à Coroa no tempo de D. João II, Baião recebeu foral de D. Manuel I, em 1 de setembro de 1513.
Já no século XX, no planalto superior da serra da Aboboreira, aconteceram várias  aparições Marianas, e aí foi erigida a Capela de Nossa Senhora da Guia, ermida aonde acorrem muitos peregrinos ou simples forasteiros, atraídos pela paz e paisagem sobre o vale do rio Ovil que aqui encontram.

### Pré-História
Embora na Serra da Aboboreira tenha sido achado «um uniface talhado num calhau rolado de xisto» do Paleolítico Inferior (cerca de 30000 a.C.), terá sido no V ou IV milénio a.C. (de 5000 a 4500 a.C, no Neolítico) que surgiram os primeiros povoados, em plataformas próximas de linhas de água. Os estudos arqueológicos que têm vindo a ser realizados nas serras da Aboboreira e da Castelo, desde 1978, revelaram, já, a existência de uma vasta necrópole megalítica, das maiores que actualmente se conhecem em território português, com cerca de 4 dezenas de mamoas identificadas.
As origens culturais deste concelho devem-se à passagem e fixação de vagas migratórias, vindas do sul da Alemanha (da região de Hallstat). Os celtas foram o primeiro povo que, de forma consistente, aqui se fixou. Castros, meníres e outros achados arqueológicos mostram que esta foi uma região de domínio celta. A cultura celta permaneceu sempre neste enclave do Marão e ainda hoje se faz sentir a sua presença.

## Geografia

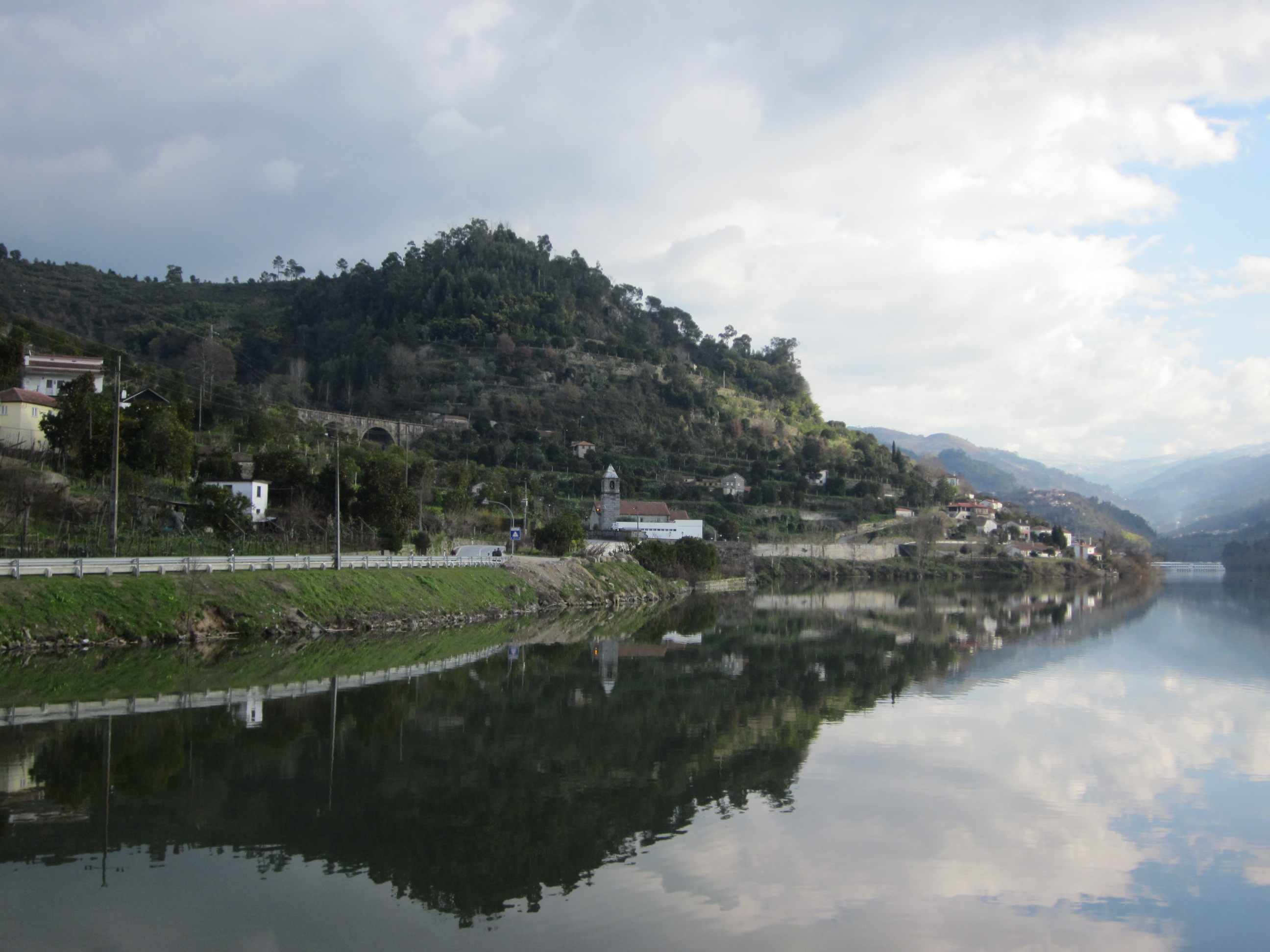
Paisagem da margem do rio Douro no concelho de Baião

Baião é o concelho com maior percentagem de área verde e floresta em todo o distrito do Porto (63,5 por cento do território) e possui no seu território recursos naturais de rara beleza, tais como a Serra da Aboboreira, a Serra do Marão, a Serra do Castelo de Matos ou os rios Douro, Teixeira e Ovil.

## Património
- Anta da Aboboreira (também conhecida por Anta de Chã de Parada, Dólmen da Fonte do Mel, Casa da Moura de S. João de Ovil, Casa dos Mouros e Cova do Ladrão): Localizada na serra da Aboboreira na freguesia de Ovil, é classificado como Monumento Nacional[4] e construído durante a primeira metade do III milénio a. C., este monumento funerário pré-histórico faz parte de um conjunto de quatro outros exemplares pertencentes à denominada Necrópole megalítica da Serra da Aboboreira. A mamoa, revestida por material pétreo, encontra-se inserta num tumulus de terra com cerca de 25 m de diâmetro. A câmara, de planta poligonal, é constituída por oito esteios laterais e um de cobertura, este último de consideráveis dimensões. O corredor, de planta sub-rectangular, é relativamente curto (cerca de 3,70 m de comprimento). Uma das particularidades desta mamoa reside na presença de um conjunto de pinturas nos seus esteios, executadas a vermelho, compreendendo motivos esteliformes e circulares, além de um sub-rectangular de base trapezoidal e apêndice lateral encurvado[5][6].

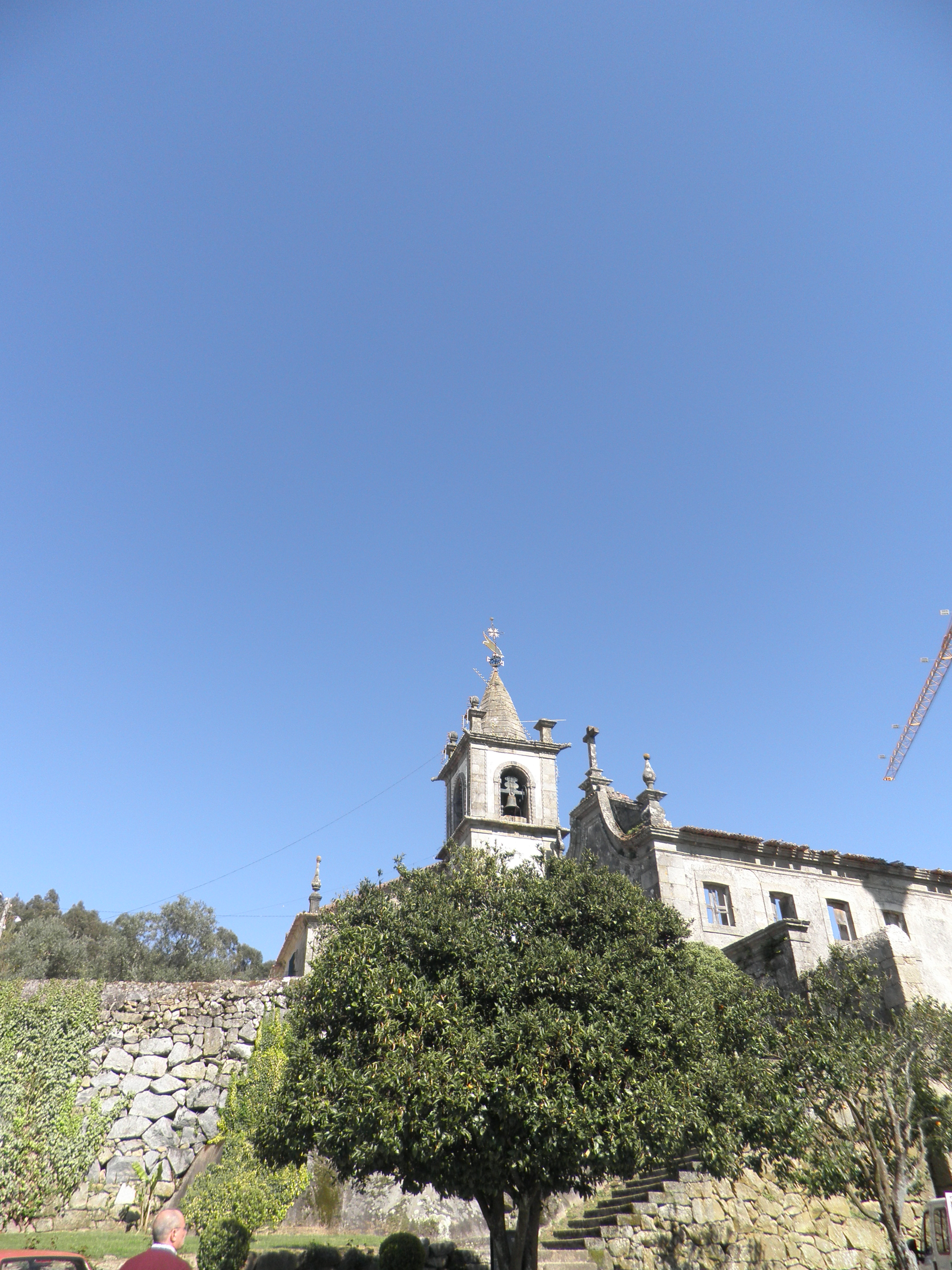
Mosteiro de Ancede

- Mosteiro de AncedeIgreja e Mosteiro de Santo André de Ancede, Capela do Bom Despacho e terreiro fronteiro: As origens do Mosteiro de Santo André de Ancede remontam ao século XII e a mais antiga referência conhecida, de 1120, é respeitante à sua ligação aos Cónegos Regrantes de Santo Agostinho. Durante vários séculos este mosteiro deteve um considerável património fundiário ligado à produção vinícola, que lhe permitiu beneficiar de grande poder económico. Todavia, em meados do século XVI, pouco restava já dessa época áurea e o mosteiro entrou num período de decadência, com as dependências degradadas e um número muito reduzido de religiosos. Em 1560 passou a depender do mosteiro de de São Domingos de Lisboa e, a partir de então, foram executadas várias campanhas de obras com o objectivo de recuperar o conjunto arquitectónico. A igreja foi reedificada, desenvolvendo-se, então, em três naves separadas por arcaria de volta perfeita, com tecto de madeira. Um amplo arco triunfal, com dois altares colaterais, articula este espaço com o da capela-mor, onde ganha especial importância o retábulo-mor, em talha dourada com tribuna de grandes dimensões. Contemporâneos deste retábulo, de estilo nacional, são certamente as sanefas que se encontram sobre as janelas e o arco triunfal. A fachada principal, em cantaria, que corresponde à lateral da nave, apresenta portal de verga recta encimado por nicho de frontão triangular. Com a extinção das Ordens Religiosas o mosteiro foi vendido em hasta pública, sendo adquirido pelo  Visconde de Vilarinho de São Romão. A capela e a igreja passaram, em 1932, para a paróquia de Ancede. Actualmente, e desde 1985, o mosteiro é pertença da Câmara Municipal de Baião. A capela de Nossa Senhora do Bom Despacho, ao lado, foi erguida em 1731 e exibe, no portal datado de 1735, o brasão dos dominicanos. De linguagem rococó, apresenta, no seu interior, um altar-mor e seis laterais, com representações de cenas da vida de Cristo. Está classificado como Património cultural.[7]
- Tesouro de Baião: Depositado no Museu Nacional de Arqueologia de Lisboa: composto por um colar articulado com 52,5 cm, datado da Idade do Ferro (sécs. VI-IV a.C.), dois pares de arrecadas, datadas da Idade do Ferro Antigo (séculos VII-VI a.C.), uma gargantilha e doze botões, todos em ouro.
- Há alguns anos, em Frende, foi encontrado um importante altar,  composto por várias aras, decoradas com cenas cerimoniais, parecendo testemunhar cenas xamânicas ou druidícas. Outro ainda do mesmo género foi achado na Quinta de Mosteirô, em Ancede.
- Capela da Nossa Senhora da Guia: Na serra da Aboboreira está localizada uma capela, construída sobre o penedo onde diz-se que a Virgem Maria apareceu a um pastor neste exato local diversas vezes, tornando-se assunto das conversas entre os populares, peregrinações ao local e até relatos de supostos milagres.

## Evolução da População do Município
★ Os Recenseamentos Gerais da população portuguesa, regendo-se pelas orientações internacionais da época (Congresso Internacional de Estatística de Bruxelas de 1853), tiveram lugar a partir de 1864.
★★ De acordo com os dados do INE o distrito do Porto registou em 2021 um decréscimo populacional na ordem dos 1.7% relativamente aos resultados do censo de 2011. No concelho de Baião esse decréscimo rondou os 14.6%.
| Número de habitantes | Número de habitantes | Número de habitantes | Número de habitantes | Número de habitantes | Número de habitantes | Número de habitantes | Número de habitantes | Número de habitantes | Número de habitantes | Número de habitantes | Número de habitantes | Número de habitantes | Número de habitantes | Número de habitantes | Número de habitantes |
| -------------------- | -------------------- | -------------------- | -------------------- | -------------------- | -------------------- | -------------------- | -------------------- | -------------------- | -------------------- | -------------------- | -------------------- | -------------------- | -------------------- | -------------------- | -------------------- |
| 1864                 | 1878                 | 1890                 | 1900                 | 1911                 | 1920                 | 1930                 | 1940                 | 1950                 | 1960                 | 1970                 | 1981                 | 1991                 | 2001                 | 2011                 | 2021                 |
| 19 376               | 21 667               | 22 755               | 23 139               | 25 103               | 25 224               | 26 886               | 29 201               | 29 866               | 28 864               | 25 790               | 24 438               | 22 456               | 22 355               | 20 522               | 17 534               |

(Obs.: Número de habitantes "residentes", ou seja, que tinham a residência oficial neste município à data em que os censos  se realizaram.)
| Número de habitantes por Grupo Etário | Número de habitantes por Grupo Etário | Número de habitantes por Grupo Etário | Número de habitantes por Grupo Etário | Número de habitantes por Grupo Etário | Número de habitantes por Grupo Etário | Número de habitantes por Grupo Etário | Número de habitantes por Grupo Etário | Número de habitantes por Grupo Etário | Número de habitantes por Grupo Etário | Número de habitantes por Grupo Etário | Número de habitantes por Grupo Etário | Número de habitantes por Grupo Etário | Número de habitantes por Grupo Etário |
| ------------------------------------- | ------------------------------------- | ------------------------------------- | ------------------------------------- | ------------------------------------- | ------------------------------------- | ------------------------------------- | ------------------------------------- | ------------------------------------- | ------------------------------------- | ------------------------------------- | ------------------------------------- | ------------------------------------- | ------------------------------------- |
|                                       | 1900                                  | 1911                                  | 1920                                  | 1930                                  | 1940                                  | 1950                                  | 1960                                  | 1970                                  | 1981                                  | 1991                                  | 2001                                  | 2011                                  | 2021                                  |
| 0-14 Anos                             | 8 403                                 | 9 469                                 | 9 295                                 | 9 583                                 | 10 322                                | 9 722                                 | 9 411                                 | 8 205                                 | 7 019                                 | 5 241                                 | 4 228                                 | 3 112                                 | 1 949                                 |
| 15-24 Anos                            | 4 184                                 | 4 292                                 | 4 767                                 | 5 082                                 | 4 856                                 | 5 298                                 | 4 715                                 | 4 260                                 | 4 452                                 | 4 027                                 | 3 439                                 | 2 655                                 | 1 999                                 |
| 25-64 Anos                            | 9 044                                 | 9 871                                 | 9 730                                 | 10 589                                | 11 662                                | 12 145                                | 12 316                                | 10 550                                | 9 690                                 | 9 899                                 | 10 930                                | 10 921                                | 9 558                                 |
| = ou > 65 Anos                        | 1 426                                 | 1 352                                 | 1 390                                 | 1 600                                 | 1 868                                 | 2 200                                 | 2 422                                 | 2 775                                 | 3 277                                 | 3 289                                 | 3 758                                 | 3 834                                 | 4 028                                 |

(Obs: De 1900 a 1950 os dados referem-se à população "de facto", ou seja, que estava presente no município à data em que os censos se realizaram. Daí que se registem algumas diferenças relativamente à designada população residente)
Face aos resultados do censo de 2021 verificam-se as seguintes alterações relativamente ao censo de 2011: -37% no grupo dos 0 aos 14 anos; -25% no grupo dos 15 aos 24 anos; -12% no grupo dos 25 aos 64 anos e +5% no grupo dos 65 e mais anos.

## Freguesias

Freguesias do município de Baião.

O município de Baião está dividido em 14 freguesias:
- Ancede e Ribadouro
- Santa Leocádia e Mesquinhata
- Campelo e Ovil (sede)
- Frende
- Gestaçô
- Gove
- Grilo
- Loivos da Ribeira e Tresouras
- Loivos do Monte
- Santa Cruz do Douro e São Tomé de Covelas
- Santa Marinha do Zêzere
- Teixeira e Teixeiró
- Valadares
- Viariz

## Política

### Eleições autárquicas[10]
| Data | %     | V     | %       | V       | %       | V       | %            | V            | %              | V  | %              | V   | %              | V       | %  | V  | Participação |                |
| Data | PS    | PS    | CDS-PP  | CDS-PP  | PPD/PSD | PPD/PSD | FEPU/APU/CDU | FEPU/APU/CDU | AD             | AD | PRD            | PRD | PSD-CDS        | PSD-CDS | CH | CH | Participação |                |
| ---- | ----- | ----- | ------- | ------- | ------- | ------- | ------------ | ------------ | -------------- | -- | -------------- | --- | -------------- | ------- | -- | -- | ------------ | -------------- |
| Data | 1976  | 33,04 | 3       | 27,42   | 2       | 22,79   | 2            | 7,61         | -              |    |                |     |                |         |    |    |              | 48,19 / 100,00 |
| 1979 | 38,98 | 3     | AD      | AD      | AD      | AD      | 8,04         | -            | 46,93          | 4  | 68,58 / 100,00 |     |                |         |    |    |              |                |
| 1982 | 55,56 | 4     | AD      | AD      | AD      | AD      | 3,66         | -            | 36,32          | 3  | 73,73 / 100,00 |     |                |         |    |    |              |                |
| 1985 | 52,81 | 4     |         |         | 35,77   | 3       | 5,11         | -            |                |    | 2,65           | -   | 70,54 / 100,00 |         |    |    |              |                |
| 1989 | 44,06 | 4     | 6,65    | -       | 41,36   | 3       | 4,19         | -            |                |    | 67,22 / 100,00 |     |                |         |    |    |              |                |
| 1993 | 43,32 | 3     | 4,24    | -       | 46,65   | 4       | 1,93         | -            | 72,81 / 100,00 |    |                |     |                |         |    |    |              |                |
| 1997 | 42,38 | 3     | 2,63    | -       | 50,72   | 4       | 1,46         | -            | 72,76 / 100,00 |    |                |     |                |         |    |    |              |                |
| 2001 | 46,55 | 3     | 0,83    | -       | 48,85   | 4       | 1,39         | -            | 77,17 / 100,00 |    |                |     |                |         |    |    |              |                |
| 2005 | 50,88 | 4     | 0,94    | -       | 45,29   | 3       | 0,87         | -            | 78,12 / 100,00 |    |                |     |                |         |    |    |              |                |
| 2009 | 66,84 | 5     |         |         | 29,25   | 2       | 1,40         | -            | 72,36 / 100,00 |    |                |     |                |         |    |    |              |                |
| 2013 | 71,41 | 6     | 4,15    | -       | 18,42   | 1       | 1,59         | -            | 65,40 / 100,00 |    |                |     |                |         |    |    |              |                |
| 2017 | 67,11 | 5     | PPD/PSD | PPD/PSD | CDS-PP  | CDS-PP  | 1,75         | -            | 26,86          | 2  | 64,15 / 100,00 |     |                |         |    |    |              |                |
| 2021 | 60,82 | 5     | PPD/PSD | PPD/PSD | CDS-PP  | CDS-PP  | 1,19         | -            | 32,41          | 2  | 2,58           | -   | 67,68 / 100,00 |         |    |    |              |                |

### Eleições legislativas
| Data | %     | %     | %     | %     | %     | %     | %        | %     | %    | %     | %    | %   | %       | % | %  | %  |  |
| Data | PS    | PSD   | CDS   | PCP   | UDP   | AD    | APU/ CDU | FRS   | PRD  | PSN   | BE   | PAN | PSD CDS | L | CH | IL |  |
| ---- | ----- | ----- | ----- | ----- | ----- | ----- | -------- | ----- | ---- | ----- | ---- | --- | ------- | - | -- | -- |  |
| Data | 1976  | 39,74 | 29,41 | 11,81 | 2,17  | 0,54  |          |       |      |       |      |     |         |   |    |    |  |
| 1979 | 42,59 | AD    | AD    | APU   | 1,25  | 38,95 | 7,00     |       |      |       |      |     |         |   |    |    |  |
| 1980 | FRS   | AD    | AD    | APU   | 1,20  | 43,12 | 5,92     | 39,05 |      |       |      |     |         |   |    |    |  |
| 1983 | 51,89 | 23,95 | 9,58  | APU   | PSR   |       | 6,69     |       |      |       |      |     |         |   |    |    |  |
| 1985 | 32,17 | 27,10 | 8,68  | APU   | 1,51  | 7,53  | 14,80    |       |      |       |      |     |         |   |    |    |  |
| 1987 | 27,55 | 52,43 | 3,31  | CDU   | 0,39  | 4,10  | 2,75     |       |      |       |      |     |         |   |    |    |  |
| 1991 | 30,38 | 56,05 | 3,60  | CDU   |       | 2,39  | 0,69     | 1,00  |      |       |      |     |         |   |    |    |  |
| 1995 | 53,27 | 36,76 | 3,45  | CDU   | 0,20  | 1,64  |          |       |      |       |      |     |         |   |    |    |  |
| 1999 | 53,26 | 35,98 | 4,54  | CDU   |       | 2,07  | 0,59     | 0,40  |      |       |      |     |         |   |    |    |  |
| 2002 | 45,77 | 42,02 | 6,39  | CDU   | 1,88  |       | 0,50     |       |      |       |      |     |         |   |    |    |  |
| 2005 | 59,27 | 29,35 | 3,50  | CDU   | 1,88  | 1,71  |          |       |      |       |      |     |         |   |    |    |  |
| 2009 | 52,83 | 28,00 | 8,41  | CDU   | 2,40  | 4,21  |          |       |      |       |      |     |         |   |    |    |  |
| 2011 | 40,56 | 41,74 | 6,81  | CDU   | 2,54  | 1,65  | 0,36     |       |      |       |      |     |         |   |    |    |  |
| 2015 | 46,22 | CDS   | PSD   | CDU   | 2,87  | 6,03  | 0,64     | 37,46 | 0,19 |       |      |     |         |   |    |    |  |
| 2019 | 50,25 | 29,36 | 2,62  | CDU   | 1,68  | 5,53  | 1,67     |       | 0,47 | 0,63  | 0,31 |     |         |   |    |    |  |
| 2022 | 55,42 | 31,15 | 1,10  | CDU   | 1,12  | 1,93  | 0,71     | 0,29  | 4,23 | 1,37  |      |     |         |   |    |    |  |
| 2024 | 38,07 | AD    | AD    | CDU   | 30,54 | 0,98  | 2,46     | 1,19  | 1,47 | 15,93 | 2,11 |     |         |   |    |    |  |

## Cultura
Para além do conjunto megalítico composto pelas Serras da Aboboreira e do Castelo de Matos, onde possui o Campo Arqueológico da Serra da Aboboreira (CASA) com mais de cinco mil anos de povoamento ininterrupto, possui algumas espécies faunísticas únicas em toda a Península Ibérica e ainda preserva entre 30 a 40 por cento de algumas espécies animais e vegetais existentes em todo o território português. Neste âmbito, merece ainda destaque o Convento de Santo André de Ancede (1113 d.C.), anterior à fundação da nacionalidade portuguesa, cuja influência social e económica durante o período medieval se fazia sentir numa extensão que ia do Porto à Régua.

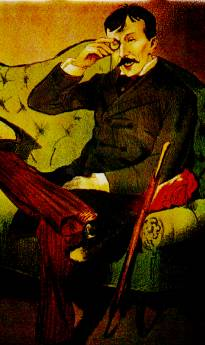
Eça de Queiroz

### Literatura
No âmbito literário, há que referir que Soeiro Pereira Gomes é natural da freguesia de (Gestaçô), concelho de Baião, e que o escritor Eça de Queirós se inspirou nas suas gentes, nas suas paisagens, nos usos e costumes locais, numa das suas obras mais conhecidas: A Cidade e as Serras. A Quinta de Vila Nova, em Santa Cruz do Douro, Baião, é hoje conhecida por «Casa de Tormes» e a estação de comboio de Aregos foi rebaptizada com o nome de «Tormes».
António Mota, escritor cimeiro a nível nacional no âmbito da literaruta infanto-juvenil, reconhecido e diversas vezes premiado, nasceu em (16 de Julho de 1957) em Vilarelho, na Freguesia de Ovil. O seu livro Outros Tempos (2006), escrito para adultos, com ilustrações da arquitecta baionense Marta Lemos, é uma obra incontornável para quem queira conhecer o modo como vivia o povo das zonas interiores nos meados do século XX.

### Gastronomia
Na gastronomia, O concelho de Baião é famoso pela qualidade das suas carnes, designadamente, o fumeiro e o anho assado e pelos seus vinhos. Com vista a preservar os métodos de produção tradicionais destas carnes e a valorizar a qualidade dos vinhos de Baião, a Câmara Municipal promove anualmente duas iniciativas gastronómicas. Visitadas por milhares de pessoas, provenientes de vários pontos do País, a primeira, designada «Feira do Fumeiro e do Cozido à Portuguesa», realiza-se em Março ou inícios de Abril e a segunda, conhecida por «Festival do Anho Assado e do Arroz do Forno», em finais de Julho. Paralelamente a estas iniciativas, ocorre uma mostra de vinhos e artesanato, com especial ênfase para a cestaria e para as famosas bengalas de Gestaçô, para a doçaria tradicional, com destaque para o Biscoito da Teixeira, e para a música tradicional da região.

## Organizações e Instituições
- Associação Humanitária de Bombeiros Voluntários de Baião
- Associação de Modalidades Inovadoras do Gôve - AMIGO
- Casa do Povo de Campêlo
- Santa Casa da Misericórdia de Baião

## Personalidades Ilustres
- António Mota (escritor);
- Alexandre Ferreira Cabral Pais do Amaral (político da Monarquia constitucional);
- Armando Pereira de Castro Agatão Lança (oficial da Marinha e político);
- António Cabral (político e escritor);
- Bernardo Augusto de Madureira e Vasconcelos (lente catedrático de Teologia, teólogo, poeta e escritor);
- Bento de Oliveira Cardoso e Castro Guedes de Carvalho Lobo (político, intelectual e escritor decadentista);
- Henrique António Guedes de Oliveira (jornalista, fotógrafo e poeta);
- Frei Domingos Vieira (escritor e lexicólogo);
- Miguel Carlos de Sottomayor e Azeredo (escritor e administrador do concelho de Baião);
- José Luís Carneiro (político e professor universitário);
- Joaquim Pinto Grijó (ator);
- Lino Ribeiro (magistrado);
- Soeiro Pereira Gomes (escritor) um dos nomes cimeiros do neo-realismo;
- Visconde de Vila Moura (escritor e político);
- Albino de Carvalho (Professor e Investigador);
- Armando Pereira de Castro Agatão Lança (Militar e Político);
- Orlando Alves Pereira de Carvalho (Professor Catedrático);
- Tarantini Ricardo Monteiro (Futebolista profissional).
- Paulo de Souza Pinto, da Casa do Valadinho,Ancede.

(Professor de história nos Liceus,e Professor Convidado da University of Eire,Belfast.Irlanda do Norte).

## Música
- Os Andarilhos - Pagina oficial do grupo Andarilhos
- Banda Marcial de Ancêde
- Banda Musical da Casa do Povo de Santa Marinha do Zêzere
- Banda Juvenil de Baião [Escola de Música de Baião]